# 法烈布殊大道

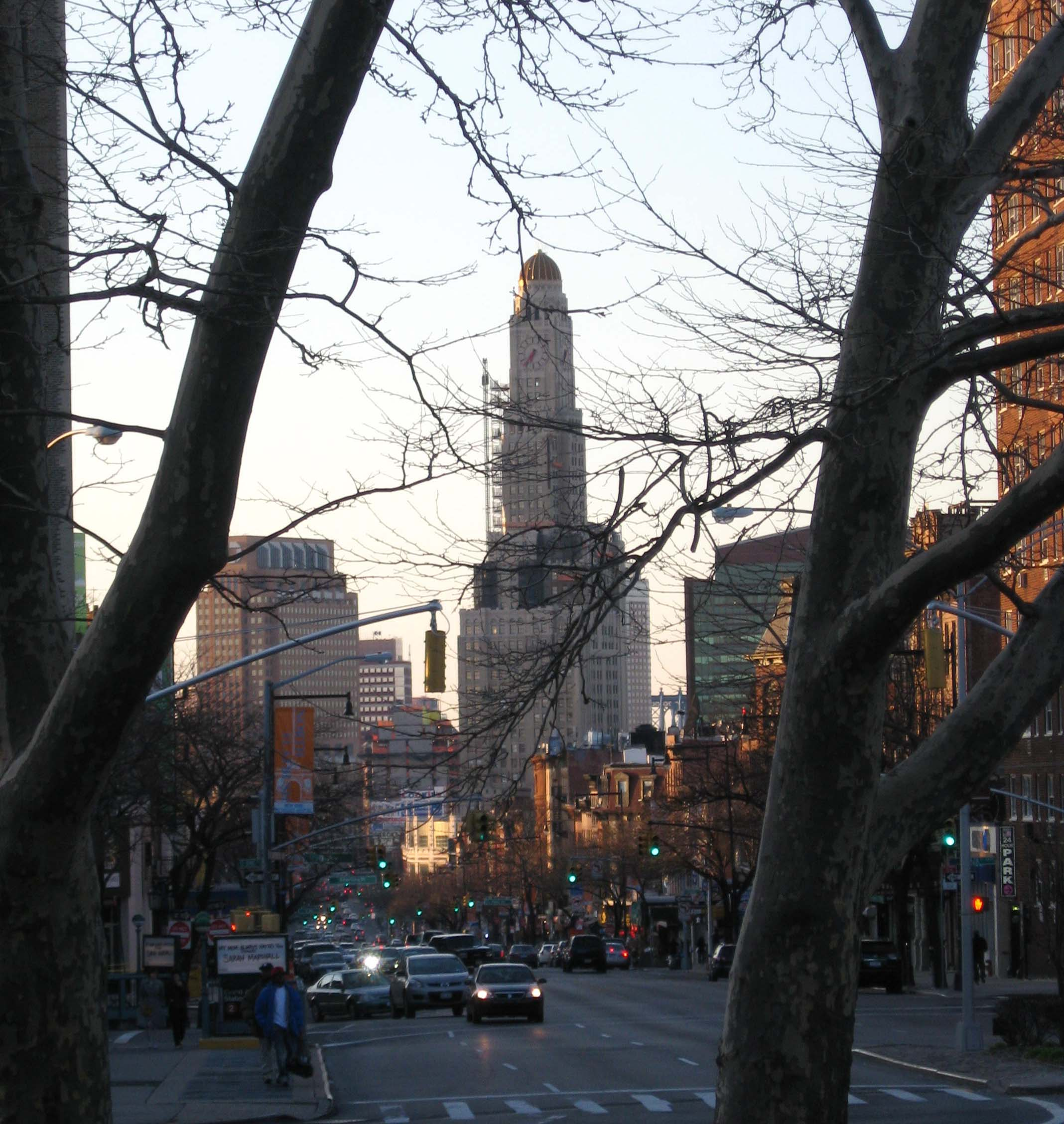
大軍團廣場北望威廉斯堡儲蓄銀行大廈

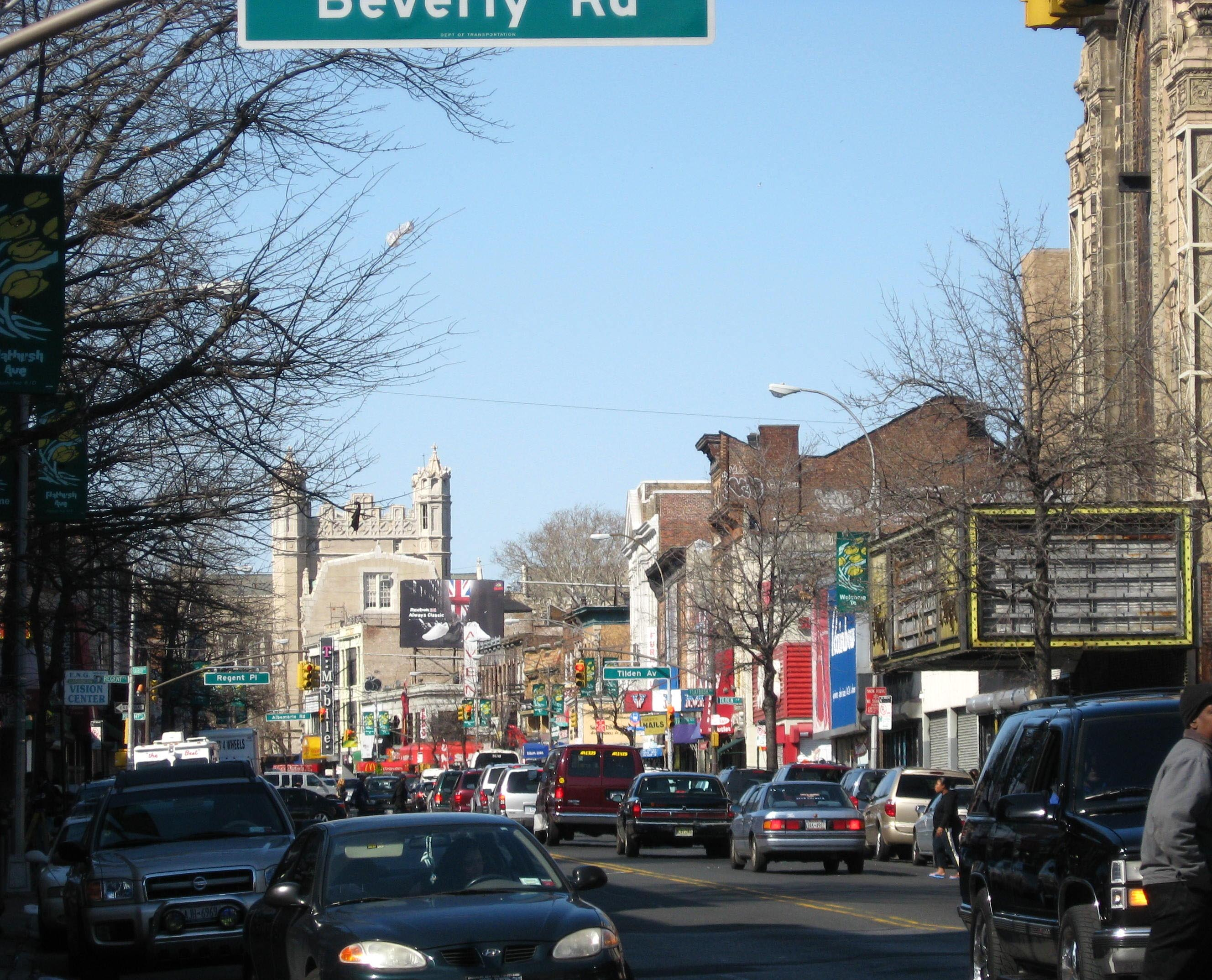
比華利道購物區

法烈布殊大道是美國紐約州紐約市布碌崙區的一條主要道路。道路從曼克頓大橋向東南延伸至牙買加灣，在該處與Marine Parkway–Gil Hodges Memorial Bridge連接，該大橋連接布碌崙區與皇后區的洛卡威半島。北端從福頓街延伸為法烈布殊大道延長段（Flatbush Avenue Extension），直至曼克頓大橋。
法烈布殊大道（包括延長段）全長9.9英里（15.9）。大部分路段為四車道。大西洋大道以北、猶提卡大道以南的路段則為六車道，中有分隔帶。